# Тринидад и Тобаго на Светском првенству у атлетици на отвореном 2019.
Тринидад и Тобаго је учествовао на 17. Светском првенству у атлетици на отвореном 2019. одржаном у Дохи од 27. септембра до 6. октобра седамнаести пут, односно учествовао је на свим првенствима до данас. Репрезентацију Тринидада и Тобагоа представљало је 14 такмичара (8 мушкараца и 6 жена) који су се такмичили у 9 дисциплина (5 мушких и 4 женске).,
На овом првенству такмичари Тринидад и Тобаго нису освојили ниједну медаљу. У табели успешности према броју и пласману такмичара који су учествовали у финалним такмичењима (првих 8 такмичара) Тринидад и Тобаго је са 4 учесника у финалу делио 36. место са 10 бодова.
| Плас. | Земља             | 1. место | 2. место | 3. место | 4. место | 5. место | 6. место | 7. место | 8. место | Бр. финал. | Бод. |
| ----- | ----------------- | -------- | -------- | -------- | -------- | -------- | -------- | -------- | -------- | ---------- | ---- |
| =36.  | Тринидад и Тобаго | 0        | 0        | 0        | 0        | 1        | 1        | 1        | 1        | 4          | 10   |

## Учесници
| Мушкарци: - Kyle Greaux — 200 м - Џерим Ричардс — 200 м, 4 × 400 м - Мајкл Седенио — 400 м, 4 × 400 м - Аса Гевара — 4 × 400 м - Деон Лендор — 4 × 400 м - Дарен Алфред — 4 × 400 м - Andwuelle Wright — Скок удаљ - Кишорн Волкот — Бацање копља | Жене: - Кели-Ен Баптист — 100 м, 4 × 100 м - Камарија Дурант — 200 м, 4 × 100 м - Маурициа Прието — 200 м, 4 × 100 м - Семој Хакет — 4 × 100 м - Рејаре Томас — 4 × 100 м - Портиоус Ворен — Бацање кугле |  |

## Резултати

### Мушкарци
| Атлетичар                                                       | Дисциплина   | Лични рекорд | Квалификације   | Квалификације | Полуфинале           | Полуфинале   | Финале               | Финале       | Детаљи |
| Атлетичар                                                       | Дисциплина   | Лични рекорд | Резултат        | Место         | Резултат             | Место        | Резултат             | Место        | Детаљи |
| --------------------------------------------------------------- | ------------ | ------------ | --------------- | ------------- | -------------------- | ------------ | -------------------- | ------------ | ------ |
| Џерим Ричардс                                                   | 200 м        | 19,97        | 20,23 (.229) КВ | 1. у гр. 7    | 20,28 (.280)         | 4. у гр. 1   | Није се квалификовао | 10 / 50 (53) |        |
| Kyle Greaux                                                     | 200 м        | 19,97        | 20,19 КВ        | 1. у гр. 4    | 20,24 КВ             | 2. у гр. 3   | 20,39                | 8 / 50 (53)  |        |
| Мајкл Седенио                                                   | 400 м        | 44,01 НР     | 45,26 КВ        | 1. у гр. 1    | 44,41 КВ, ЛРС        | 1. у гр. 3   | 45,30                | 7 / 41 (42)  |        |
| Аса Гевара Џерим Ричардс Деон Лендор Мајкл Седенио Дарен Алфред | 4 х 400 м    | 2:58,12 НР   | 3:01,35 КВ      | 2. у гр. 2    |                      |              | 3:00,74 НРС          | 5 / 15 (16)  |        |
| Andwuelle Wright                                                | Скок удаљ    | 8,25 НР      | 7,76            | 8. у гр. А    | Није се квалификовао | 17 / 26 (27) |                      |              |        |
| Кишорн Волкот                                                   | Бацање копља | 90,16 НР     | 84,44 КВ        | 3. у гр. Б    | 77,47                | 11 / 30 (32) |                      |              |        |

### Жене
| Атлетичарка                                                                  | Дисциплина   | Лични рекорд | Квалификације | Квалификације | Полуфинале            | Полуфинале            | Финале                | Финале       | Детаљи |
| Атлетичарка                                                                  | Дисциплина   | Лични рекорд | Резултат      | Место         | Резултат              | Место                 | Резултат              | Место        | Детаљи |
| ---------------------------------------------------------------------------- | ------------ | ------------ | ------------- | ------------- | --------------------- | --------------------- | --------------------- | ------------ | ------ |
| Кели-Ен Баптист                                                              | 100 м        | 10,84        | 11,21 КВ      | 2. у гр. 3    | 11,19                 | 4. у гр. 3            | Нису се квалификовале | 12 / 47      |        |
| Камарија Дурант                                                              | 200 м        | 22,74        | 23,08 КВ      | 2. у гр. 1    | 23,44                 | 7. у гр. 3            | Нису се квалификовале | 22 / 43 (49) |        |
| Маурициа Прието                                                              | 200 м        | 22,99        | 23,33 (.323)  | 6. у гр. 2    | Није се квалификовала | Није се квалификовала | Није се квалификовала | 31 / 43 (49) |        |
| Семој Хакет, Кели-Ен Баптист, Маурициа Прието, Камарија Дурант, Рејаре Томас | 4 х 100 м    | 42,03 НР     | 42,75 КВ, НРС | 2. у гр. 1    |                       |                       | 42,71 НРС             | 6 / 13 (16)  |        |
| Портиоус Ворен                                                               | Бацање кугле | 18,61        | 17,46         | 10. гр. А     | Није се квалификовала | 19 / 27               |                       |              |        |